# Varennes (Dordogne)
Varennes ist eine französische Gemeinde mit 460 Einwohnern (Stand 1. Januar 2022) im Département Dordogne in der Region Nouvelle-Aquitaine (vor 2016: Aquitanien). Die Gemeinde gehört zum Arrondissement Bergerac und zum Kanton Lalinde.
Der Name in der okzitanischen Sprache lautet Varenas und bedeutet „trockengelegtes Gelände“, „unbebauter Boden“ oder „leichter Boden“. Eine weitere Bezeichnung ist die für das Jagdgebiet eines Seigneurs.
Die Einwohner werden Varennois und Varennoises genannt.

## Geographie
Varennes liegt ca. 16 km ostsüdöstlich von Bergerac im Gebiet Bergeracois der historischen Provinz Périgord.
Umgeben wird Varennes von den fünf Nachbargemeinden:
| Saint-Capraise-de-Lalinde |                                             | Baneuil              |
| Saint-Agne                | Kompassrose, die auf Nachbargemeinden zeigt | Couze-et-Saint-Front |
|                           | Lanquais                                    |                      |

Varennes liegt im Einzugsgebiet des Flusses Dordogne an seinem linken Ufer. Der Couzeau mündet in die Dordogne auf dem Gebiet der Gemeinde, der Ruisseau de la Biède bildet die Grenze zur westlichen Nachbargemeinde Saint-Agne, bevor auch er in die Dordogne mündet.

## Einwohnerentwicklung

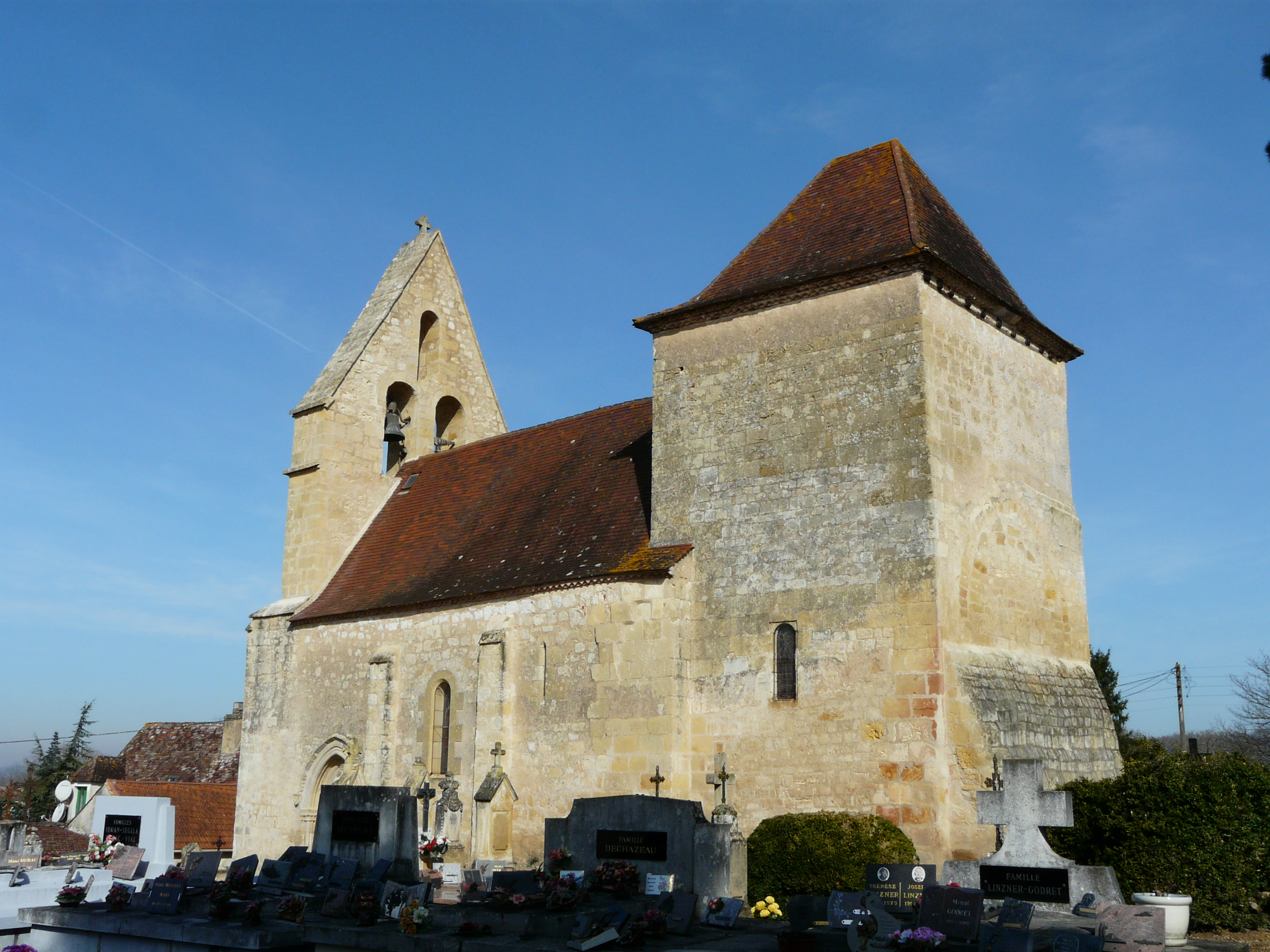
Pfarrkirche Saint-Avit

Nach Beginn der Aufzeichnungen stieg die Einwohnerzahl in der Mitte des 19. Jahrhunderts auf einen ersten Höchststand von 340. In der Folgezeit setzte ein Rückgang bis zu den 1920er Jahren ein, die die Zahl der Einwohner bei kurzen Erholungsphasen auf 170 Einwohner sinken ließ. Es folgte eine Zunahme bis in die 1930er Jahre auf rund 230 Einwohner. Nach dem Zweiten Weltkrieg fiel die Einwohnerzahl leicht zurück, ging aber in eine Phase mit zeitweise kräftigem Wachstum, die in den 1970er Jahren mit einem Höchststand von rund 485 Einwohnern endete. Es folgte eine erneute Periode der Stagnation bis zur Jahrtausendwende, als erneut eine Wachstumsphase einsetzte, die bis heute anhält.
| Jahr      | 1962 | 1968 | 1975 | 1982 | 1990 | 1999 | 2006 | 2011 | 2022 |
| --------- | ---- | ---- | ---- | ---- | ---- | ---- | ---- | ---- | ---- |
| Einwohner | 254  | 383  | 483  | 424  | 377  | 384  | 445  | 445  | 460  |

## Sehenswürdigkeiten
- Pfarrkirche Saint-Avit, romanischer Bau aus dem 12. Jahrhundert

## Wirtschaft und Infrastruktur
Handel und Dienstleistungen sind die wichtigsten Wirtschaftsfaktoren der Gemeinde.

### Bildung
Die Gemeinde verfügt über eine öffentliche Grundschule mit 24 Schülerinnen und Schülern im Schuljahr 2018/2019.